# Spear of Destiny (band)
Spear of Destiny is een Britse new wave- of rockgroep. De groep werd in 1982 opgericht door zanger-gitarist-componist Kirk Brandon en bassist Stan Stammers. De groep bestaat nog steeds, maar met uitzondering van Kirk Brandon is de bezetting al herhaaldelijk gewijzigd.

## Voorgeschiedenis
Kirk Brandon begon zijn muzikale carrière in 1978 bij de punkgroep The Pack. Van 1980 tot 1982 werd hij bekend met Theatre of Hate, waarvan Stan Stammers in 1981 ook lid werd. Eind 1982 stopte Theatre of Hate en kort daarna werd Spear of Destiny opgericht.

## Spear of Destiny
Reeds eind 1982, nog voor ze een plaat hadden uitgebracht, mocht Spear of Destiny al een Peel-session geven. Het eerste album, Grapes of Wrath, uit begin 1983 was eigenlijk nog meer een Theatre of Hate album. De nummers dateren uit de tijd van Theatre of Hate en hebben ook nog de typische sound (met onder meer de sax). Hun tweede album, One Eyed Jacks, wordt door velen als hun beste beschouwd. De enige top-20 hit in Groot-Brittannië van Spear of Destiny behaalden ze in 1987 met Never take me alive uit het vierde album, Outland. Stammers had de groep reeds verlaten in 1986.
In 1987 werd Brandon getroffen door het syndroom van Reiter. De groep lag toen meer dan een jaar stil en zou nooit meer hetzelfde hoogtepunt bereiken. Ze bleven en blijven nog wel optreden en platen maken, intussen reeds 12 studio-albums in totaal. De gezondheidstoestand van Brandon blijft echter zeer labiel, onder meer door verschillende hartaanvallen. Nog in 2011 werden verschillende optredens afgelast wegens gezondheidsproblemen van Brandon. Sinds 2012 zijn er terug regelmatig optredens en in 2014 verscheen een nieuw album: 31, naar het aantal jaar dat de groep bestond.

## Discografie

### Albums

#### Studio
- Grapes of Wrath (1983)
- One Eyed Jacks (1984)
- World Service (1985)
- Outland (1987)
- The Price You Pay (1988)
- Sod's Law (1991)
- Religion (1997)
- Volunteers (2000)
- Morning Star (2003)
- Loadestone (2005)
- Imperial Prototype (2007)
- Omega Point (2010)
- 31 (2014)

#### Live
- Live at the Lyceum 22.12.85 (uitgebracht in 1993)
- Radio One Live In Concert (1987, uitgebracht in 1994)
- The Preacher (1983, uitgebracht in 2000)
- Kings of London (2000, uitgebracht in 2001)
- Live at the Colchester Arts Centre (2002)

#### Compilaties
- S.O.D. - The Epic Years (1987)
- The Collection (1991)
- Time Of Our Lives: The Best Of (1995)
- The Best of Spear of Destiny (1998)
- The Best of Spear of Destiny (2005)

### Singles
| Title                                                           | Release date   | Album             |
| --------------------------------------------------------------- | -------------- | ----------------- |
| "Flying Scotsman"/"The Man Who Tunes The Drums"                 | februari 1983  | Grapes of Wrath   |
| "The Wheel"                                                     | mei 1983       | Grapes of Wrath   |
| "Prisoner Of Love"/"Rosie"                                      | januari 1984   | One Eyed Jacks    |
| "Liberator"/"Forbidden Planet"                                  | april 1984     | One Eyed Jacks    |
| "All My Love"/"Last Card"                                       | mei 1985       | World Service     |
| "Come Back"/"Cole Younger"                                      | juli 1985      | World Service     |
| "Mickey"/"Up All Night" (Original version)                      | juli 1985      | World Service     |
| "Strangers In Our Town"/"Somewhere Out There"                   | januari 1987   | Outland           |
| "Never Take Me Alive"/"Land Of Shame"                           | maart 1987     | Outland           |
| "Was That You?"/"Was That You?" (Live at the Hammersmith Odeon) | juli 1987      | Outland           |
| "The Traveller"/"Late Night Psycho"                             | september 1987 | Outland           |
| "So In Love With You"/"March Or Die"                            | september 1988 | The Price You Pay |
| "Radio Radio"/"Life Goes On"                                    | november 1988  | The Price You Pay |
| "Black Country Girl"/"Babylon Talking"                          | september 1992 | Sod's Law         |
| "Uphill Backwards"/"Never Take Me Alive" (1999 version)         | 1999           | Volunteers        |

### Websites
- Website van Kirk Brandon, Spear of Destiny en Theatre of Hate
- Website van Stan Stammers

### Muziek van Spear of Destiny
- Never take me alive
- Liberator
- Mickey
- Undertow